# Europarlamentari dell'Austria della VIII legislatura
Gli europarlamentari dell'Austria della VIII legislatura, eletti in occasione delle elezioni europee del 2014, sono stati i seguenti.

## Composizione storica
| Europarlamentare    | Lista                               | Gruppo    |
| ------------------- | ----------------------------------- | --------- |
| Heinz K. Becker     | Partito Popolare Austriaco          | PPE       |
| Eugen Freund        | Partito Socialdemocratico d'Austria | S&D       |
| Karin Kadenbach     | Partito Socialdemocratico d'Austria | S&D       |
| Barbara Kappel      | Partito della Libertà Austriaco     | NI        |
| Othmar Karas        | Partito Popolare Austriaco          | PPE       |
| Elisabeth Köstinger | Partito Popolare Austriaco          | PPE       |
| Jörg Leichtfried    | Partito Socialdemocratico d'Austria | S&D       |
| Ulrike Lunacek      | I Verdi                             | Verdi/ALE |
| Georg Mayer         | Partito della Libertà Austriaco     | NI        |
| Angelika Mlinar     | NEOS                                | ALDE      |
| Franz Obermayr      | Partito della Libertà Austriaco     | NI        |
| Evelyn Regner       | Partito Socialdemocratico d'Austria | S&D       |
| Michel Reimon       | I Verdi                             | Verdi/ALE |
| Paul Rübig          | Partito Popolare Austriaco          | PPE       |
| Claudia Schmidt     | Partito Popolare Austriaco          | PPE       |
| Monika Vana         | I Verdi                             | Verdi/ALE |
| Harald Vilimsky     | Partito della Libertà Austriaco     | NI        |
| Josef Weidenholzer  | Partito Socialdemocratico d'Austria | S&D       |

## Modifiche intervenute

### Partito Popolare Austriaco
- In data 30.11.2017 a Elisabeth Köstinger subentra Lukas Mandl.

### Partito Socialdemocratico d'Austria
- In data 09.07.2015 a Jörg Leichtfried subentra Karoline Graswander-Hainz.

### I Verdi
- In data 10.11.2017 a Ulrike Lunacek subentra Thomas Waitz.

### Modifiche nella composizione dei gruppi
- In data 15.06.2015 gli eurodeputati del Partito della Libertà Austriaco aderiscono al gruppo Europa delle Nazioni e della Libertà.